# Pucz w Chile (1973)
Pucz w Chile w 1973 roku – wojskowy zamach stanu w Chile, przeprowadzony przez Siły Zbrojne Chile 11 września 1973 roku, w wyniku którego obalony został demokratycznie wybrany rząd prezydenta Salvadora Allende, a władzę przejęła junta wojskowa pod kierownictwem gen. Augusto Pinocheta. Przewrót z 1973 roku był jednym z najważniejszych wydarzeń w najnowszej historii Chile. Jego skutki mają do dziś silny wpływ na politykę chilijską i obecny stan tego państwa.
W wyniku wyborów prezydenckich z 1970 do władzy doszedł kandydat koalicji lewicowej Jedność Ludowa (Unidad Popular) socjalista Salvador Allende, który nieznacznie (36,6% głosów) wygrał z dwoma innymi kandydatami – konserwatystą Jorgem Alessandrim Rodríguezem (35,8% głosów) i reprezentującym chrześcijańską demokrację Radomirem Tomicem (27,9% głosów). W okresie jego rządu doszło do polaryzacji społeczeństwa chilijskiego, które doprowadziło do konfliktu między centrolewicowym rządem a prawicową opozycją.
11 września 1973 chilijskie siły zbrojne dokonały zamachu stanu, w trakcie którego Allende popełnił samobójstwo, a władzę po nim przejęła wojskowa junta z gen. Augusto Pinochetem na czele. Sprawował on dyktatorskie rządy przez kolejne 17 lat.

## Sytuacja przed puczem
W momencie dojścia Allendego do władzy w 1970 chilijska gospodarka już znajdowała się w złym stanie. Problemami była stagnacja, wysoka inflacja oraz archaiczna struktura podziału dochodu narodowego, która dzieliła społeczeństwo na nieliczną elitę finansową i masy biedoty, z bardzo wąską warstwą klasy średniej.

### Wybory Allendego na prezydenta
Inne ujęcie tego tematu: Wybory z roku 1970
| Kandydat   | Głosy     | %            |
| ---------- | --------- | ------------ |
| Allende    | 1 066 372 | 36,29%       |
| Alessandri | 1 050 863 | 35,76%       |
| Tomic      | 821 350   | 27,95%       |
| Razem      | 2 943 561 | Źródło: PDBA |

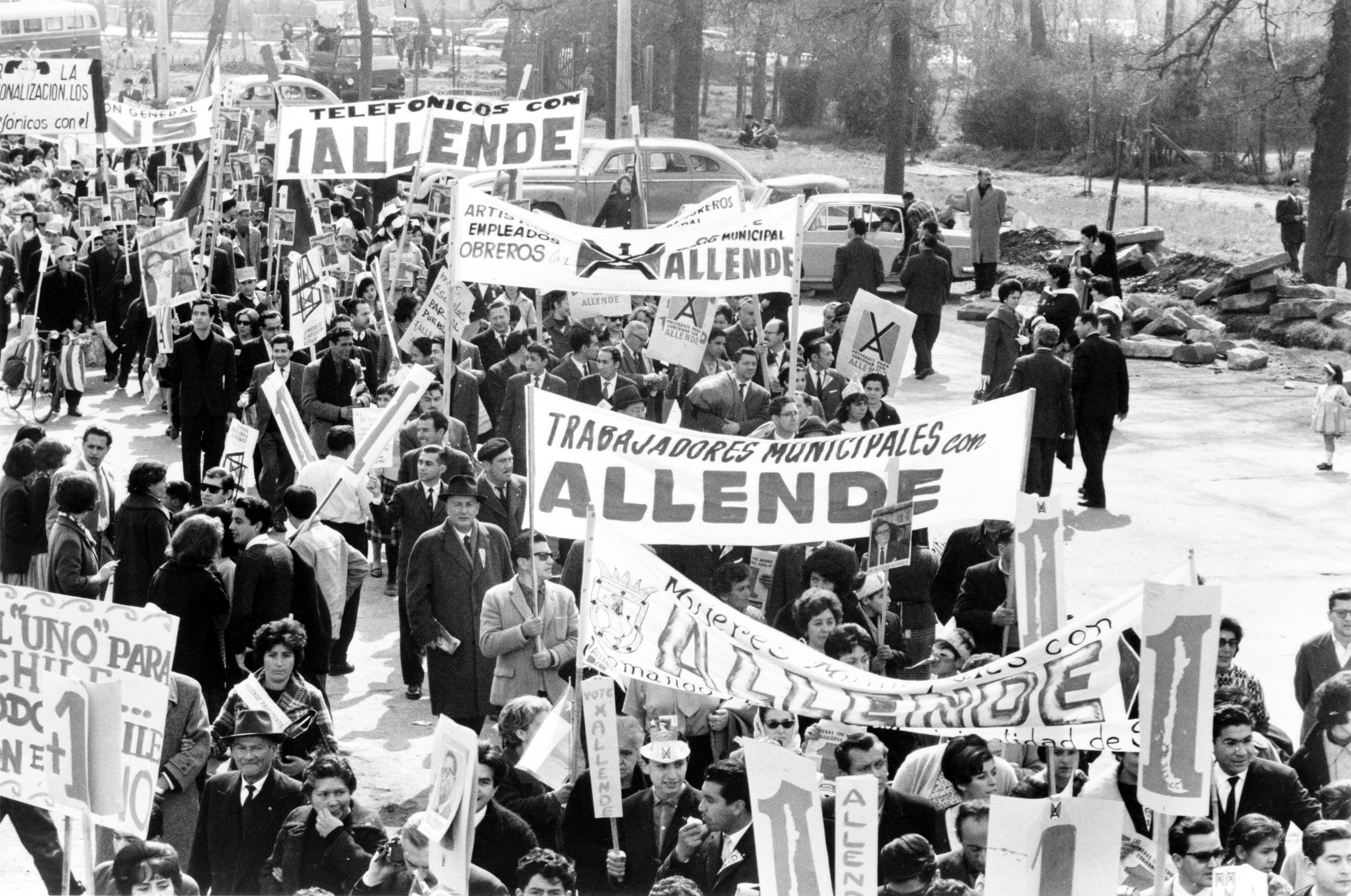
Wiec polityczny zwolenników Allende

Allende wygrał wybory z września 1970 roku. Wziął w nich udział jako lider koalicji centrolewicy o nazwie Unidad Popular. Zwyciężył większością głosów (36,2%) z dwoma innym kandydatami – byłym prezydentem – Jorge Alessandri (Partia Konserwatywno-Liberalna) (34,9%) oraz liderem Partii Chrześcijańsko-Demokratycznej (PDC) Radomirem Tomicem (27,8%). Zgodnie z konstytucją, w związku z tym, że żaden z kandydatów nie otrzymał ponad 50% głosów, decyzja wyboru prezydenta należała do parlamentu. Parlament chilijski tradycyjnie w takich przypadkach wybierał na prezydenta zwycięzcę wyborów powszechnych, nawet jeśli różnica między głosami kandydatów była minimalna. W dniu 4 listopada, Allende objął urząd w Kongresie. Po tym prezydent udał się do katedry gdzie wziął udział w ekumenicznej mszy wszystkich kościołów Chile.
W skład utworzonego przez Allendego rządu weszli przedstawiciele ugrupowań lewicy, centrolewicy i centrum – Partia Socjalistyczna, Radykałowie (liberałowie), Partia Komunistyczna, Partia Socjaldemokratyczna, MAPU (lewicująca chadecja) i API. Przy tworzeniu rządu, prezydent czerpał z doświadczeń wczesnych rządów Frontu Ludowego z Francji, Hiszpanii i właśnie Chile. Według założenia prezydenta partie ruchu robotniczego zostały zobligowane do sojuszu z partiami liberalnymi.
W działania dezinformacyjno-propagandowe przed i w trakcie trwania wyborów zaangażowane były służby wywiadowcze konkurujących ze sobą mocarstw – USA (CIA) i ZSRR. USA nie udzieliły co prawda wsparcia konkurentom Allendego, bowiem sondaże rządu USA wskazywały na zwycięzcę kandydata prawicy Alessandriego, kandydat ten od Amerykanów otrzymał tylko około 350 tys. dolarów za pośrednictwem firmy ITT (International Telephone & Telegraph). Ponadto do prawicy poprzez zagraniczne koncerny (Esso, Anaconda i Kennecott) należało 70% mediów, w tym 38 z 42 dzienników i 95% stacji radiowych.
Prezydent USA, Richard Nixon na wieść o wyborze kandydata lewicy zapowiedział blokadę ekonomiczną kraju (“niech ich gospodarka [Chile] jęczy z rozpaczy”). Prezydent opracował z CIA dwa plany, które miałyby zatrzymać Allendego. Według pierwszego Kongres miałby zdymisjonować prezydenta i zorganizować nowe wybory, w których zwycięstwo odniósłby Eduardo Frei. Według drugiego rząd USA powinien stworzyć atmosferę politycznej niestabilności i doprowadzić do interwencji militarnej i unieważnienia wrześniowych wyborów.

## Okres prezydentury Allende

### Początek prezydentury
W czasie pierwszego roku prezydentury Allende osiągnął wzrost gospodarczy, doszło do ograniczenia inflacji, zmniejszenia bezrobocia, wzrosła konsumpcja i wzrosła redystrybucja dochodów. Zwiększyły się wynagrodzenia, zmniejszono podatki i wprowadzono bezpłatną dystrybucję produktów pierwszej potrzeby. Do państwowego systemu ubezpieczeń pracowniczych włączono inwalidów, sieroty, starszych oraz zwiększono emerytury dla wdów. Zrealizowano Narodowy Plan Mleczny, z którego skorzystała połowa dzieci którym udało się zapewnić 3470 tys. litrów darmowego mleka na dobę. Zamrożeniu uległy czynsze i ceny, nacjonalizacji uległ przemysł miedziowy należący do USA. Wiek wyborczy zmniejszono do lat 18. Allende kontynuował rozpoczęty przez centroprawicę program reformy rolnej. Do pierwszego potwierdzenia pozycji rządu doszło w kwietniu 1971 roku, gdy odbyły się wybory samorządowe, Partia Socjalistyczna zwiększyła w nich swoje poparcie do 22,89% (z 12,2%), a głosy straciła opozycyjna Partia Nacjonalistyczna.

#### Reformy socjalne
Przeprowadził integrację Indian do powszechnego systemu edukacyjnego. Wznowił zawieszone wcześniej wypłaty dotacji i emerytur. Rozpoczął plan budowy 120 tysięcy budynków mieszkalnych. Rząd wznowił stosunki dyplomatyczne z Kubą i ogłosił amnestię dla wszystkich więźniów politycznych. W grudniu wprowadzono kontrolę państwa nad cenami chleba. Na południe Chile rząd wysłał 55 tys. wolontariuszy nauczających tamtejszą ludność czytania i pisania. Aby zapobiec konfliktom społecznym rząd podpisał umowę ze Zjednoczonym Centrum Robotników, dzięki której przedstawiciele środowisk pracowniczych uzyskali wpływy na decyzje Ministerstwa Planowania Społecznego.
Jedność Ludowa poszerzyła program robót publicznych i zmodyfikowała mechanizm wynagrodzeń. Rozpoczęto rozprowadzenia darmowego pożywienia wśród najbiedniejszych. W celu poparcia mniejszych przedsiębiorstw Allende zwolnił z podatków 330 tys. małych przedsiębiorców, a w wyniku dalszych reform podatkowych zwolnionych z podatków zostało 35% osób które płaciły podatki rok wcześniej. Od października do lipca następnego roku siła nabywcza zwiększyła się o 28%. W 1971 roku rząd wykupił dom wydawniczy „Editorial Quimantu”, który od tamtego czasu stał się centrum kulturalnej działalności rządu. W ciągu dwóch lat wydrukowano 12 milionów egzemplarzy książek, czasopism i dokumentów (8 milionów stanowiły książki). Tanie wersje wielkich dzieł literackich były drukowane raz na tydzień i w większości przypadków były wyprzedane w ciągu jednego dnia. Kultura weszła w miejsca w których do tej pory nie była obecna. „Editorial Quimantu” zachęcał do tworzenia bibliotek w organizacjach społecznych i związkach zawodowych i prowadziła dostawy tanich książek dla pracowników. Rząd wydłużył urlop macierzyński z sześciu do 12 tygodni. Po wdrożeniu reform demokratyzacji uniwersytetów od 1970 do 1973 roku liczba studentów wzrosła o 89%. Liczba uczniów szkół średnich wzrosła natomiast do 51%. Rekrutacja ta osiągnęła rekordowy poziom, wśród 2,6 mln uczniów szkół podstawowych rozdystrybuowano osiem milionów podręczników. Analfabetyzm zmniejszył się z 12 do 10,8% w przeciągu dwóch lat, a rejestracja dzieci w wieku szkolnym wzrosła do 99%. W swoich reformach rząd był wspierany przez wolontariuszy zwanych Allendistas, którzy prowadzili działania charytatywne na wsi i w miejskich slumsach.

#### Nacjonalizacja
Peter Vusovic ogłosił plan reform, według niego rząd powinien: znacjonalizować kluczowe obszary gospodarki takie jak miedź, przyśpieszyć reformę rolną oraz zamrozić ceny miedzi. Duża część ze znacjonalizowanych przedsiębiorstw została znacjonalizowana dlatego, gdyż jej prywatni właściciele nie mogli zapewnić normalnego funkcjonowania przedsiębiorstw. Jednym z takich przedsiębiorstw była fabryka Pedro Torrens, której produkcja spadła o 90% i rząd znacjonalizował ją na podstawie dekretu z 1932 roku. Fabrykę Sigdo Koppers znacjonalizowano ze względu na długotrwały konflikt pracodawcy z pracownikami i długi strajk. Nie był to w historii Chile odosobniony przypadek, w 1982 roku neoliberalny przywódca kraju Pinochet znacjonalizował w ten sposób najbardziej zadłużone przedsiębiorstwa prywatne.

#### Reforma rolna
Allende kontynuował rozpoczętą w czasie rządów centroprawicy reformę rolną (rząd ten nie zdołał jednak zrealizować reformy). Rozparcelował wielkie majątki ziemskie. tzw. latyfundia, i przekazał ziemię ubogim chłopom. Przed rządami Allendego w regionach tj. Cautin tylko 25% ziemi należało do Indian. W czasie pierwszego roku rządu lewicy indiańscy rolnicy zorganizowali 56 przejęć ziemi. Prezydent zdecydował się na powstrzymanie samowolnego zajmowania ziemi i zaapelował do Indian o to, aby „nie prowokować do reakcji” a rdzenna ludność wycofała się z przejęć. Reforma rozzłościła najbogatszych ziemian zwłaszcza w Cautin. Oligarcha Pablo Goebbels zadeklarował, że jeśli urzędnicy zdecydują się wywłaszczyć jego majątek to stawi im zbrojny opór, przedtem Goebbels zakupił w Argentynie pokaźną liczbę broni. Według raportu chilijskiej policji do oddziałów organizowanych przez właścicieli ziemskich dołączyło 2000 osób, dokonywali oni aktów sabotażu, tj. niszczenie systemu transportu czy przerywanie dostaw gazu, wody i elektryczności. Policja w Santiago de Chile odnalazła duży magazyn broni składowanej w domu majora Jose Cabarery. Śledztwo policyjne wykazało, że Cabarera był powiązany z organizacją faszystowską Państwo i Wolność prowadzącą działalność wywrotową.

#### Efekty pierwszych reform
Stopa inflacji spadła z 36,1% w 1970 do 22,1% w 1971 roku, a średnie płace realne wzrosły o 22,3%. Minimalne płace realne dla pracowników fizycznych w pierwszym kwartale 1971 roku wzrosły o 56%, w tym samym czasie płace dla pracowników umysłowych zwiększyły się o 23%, w rezultacie zmniejszył się współczynnik różnicy między dochodami robotników a pracowników umysłowych (spadł z 49% w 1970 do 35% w 1971). Wydatki rządu centralnego wzrosły o 36%, udział wydatków w PKB wzrósł z 21% w 1970 do 27% rok później. Inflacja wzrosła na przełomie 1972/73 roku na skutek część wcześniejszego wzrostu płac uległa erozji, niemniej jednak płace do 1973 cały czas wzrastały.

### Strajki i niezadowolenie społeczeństwa

#### Strajk z października 1972
W październiku 1972 wybuchła pierwsza fala strajków konfrontacyjnych, która zaczęła się od branż, które przed reformami sprawnie funkcjonowały i bardzo na nich ucierpiały. Fala protestów zaczęła się od strajku właścicieli ciężarówek, których zdaniem lewicy przekupiła CIA. Następnie pod wpływem działań konserwatystów z Partii Narodowej i chadecji dołączyli do nich niektórzy właściciele małych, rodzinnych firm, część górników jednej z kopalni miedzi oraz grupy studentów z Uniwersytetu Katolickiego. Strajki trwały 24 dni i oprócz wywołania kolejnego pogorszenia stanu gospodarki, spowodowały zmiany na stanowiskach ministerialnych, m.in. powołanie głównodowodzącego armii – Carlosa Pratsa na stanowisko ministra spraw wewnętrznych. W obliczu strajku który pogorszył sytuację klasy średniej, rząd Jedności Ludowej zyskał poparcie ze strony drobnych handlowców. W czasie strajku, rząd rozprowadzał podstawowe towary poprzez drobnych sklepikarzy. Strategia ta realizowana była z powodzeniem w dzielnicach robotniczych, gdzie dochodziło do najmniejszej ilości ataków na „łamistrajków” organizowanych przez prawicę. W dzielnicach robotniczych zakupy robili nawet mieszkańcy najbogatszych dzielnic, które wówczas strajkowały. W czasie strajku zmobilizowali się zwolennicy prezydenta z ruchu voluntarios de la patria. Ruch liczył 40 tysięcy ochotników. Ochotnicy wyładowali 22 tysiące ton towarów. Allende na tyle docenił znaczenie ruchu, że wspomniał o ochotnikach w swoim ostatnim przemówieniu radiowym przed swoją śmiercią. W obliczu spadku poparcia dla opozycji, już 1 listopada do normy wróciła sytuacja w opozycyjnych bogatych dzielnicach.
Miesięczny strajk kosztował 5,5 miliarda escudos (tylko w handlu i transporcie). Pismo „El Siglo” obliczyło, że za sumę tę rząd mógł wybudować 1129 ośrodków zdrowia, czy też pięć zakładów przemysłowych. Według tych wyliczeń pieniądze które zostały zmarnowane w wyniku strajku starczyłyby na podwojenie produkcji krajowej Chile. Według innych wyliczeń, strajk kosztował chilijskie rolnictwo minimum 290 milionów escudos, a w okresie strajku przepadło 10 milionów litrów mleka, którego nie odebrano od rolników. Dzień strajku lotniczego według gazety „La Nación” miał z kolei kosztować 50 tysięcy dolarów i 4,5 miliona escudos. Strajkujący według części mediów byli opłacani przez komitety strajkowe. Kanał 9. dotarł do osoby której zaoferować miano 5 tysięcy escudos za jeden dzień strajku. Mówiło się też o dotacjach mających rzekomo pochodzić z zagranicy. Jednym z dowodów świadczących o takowych dotacjach był fakt, że kurs dolara na czarnym rynku w okresie strajku spadł o 20%.

#### Narodziny organizacji terrorystycznych i sytuacja gospodarcza
W tym czasie uaktywniła się organizacja terrorystyczna Patria y Libertad będąca paramilitarną przybudówką Partii Narodowej. Jej członkowie rekrutujący się z kręgów wojskowych zamordowali w 1970 roku głównodowodzącego armii generała Rene Schneidera, sprzeciwiającego się zamachowi stanu na wypadek zwycięstwa wyborczego Allendego. Organizacja dokonywała zamachów bombowych, podpaleń, sabotażu i zabójstw zwolenników rządu Unidad Popular i partii lewicowych. W lipcu 1973 zabity został przez nich adiutant prezydenta Allendego, major Arturo Araya Peters. Łącznie w okresie 1970-1973 Patria y Libertad dokonała kilkuset ataków terrorystycznych. Organizacja otrzymywała pomoc od CIA. Do wcześniej wspomnianych, kosztownych dla budżetu państwa wysiłków, mających na celu zwiększenie zatrudnienia, Allende kilkakrotnie, w latach 1970–1972, podnosił administracyjnymi zarządzeniami zarobki, podwyżki te były jednak natychmiast niwelowane wzrostem cen podstawowych dóbr konsumpcyjnych. Inflacja była wysoka już w czasach Freia (27% w latach 1967–1970), lecz po reformach Allendego nastąpiło zupełne rozregulowanie pieniądza, które było szczególnie bolesne ze względu na to, że podstawowym źródłem inflacji był wzrost cen żywności. W samym sierpniu 1972 r. cena tzw. podstawowego koszyka dóbr konsumpcyjnych wzrosła o 120%. W sumie w latach 1970–1972 eksport zmalał o 24%, import wzrósł o 26%, przy czym głównym elementem wzrostu importu były zagraniczne zakupy żywności, które w tym przedziale lat wzrosły o 149% [dane pochodzą z Nove, 1986, s. 4–12, table 1.1 i 1.7]. Mimo szybkiego wzrostu płac, rzeczywista moc nabywcza ludności dramatycznie spadała. Spadek wysokości eksportu był związany głównie ze spadkiem cen miedzi na rynkach światowych, surowiec ten bowiem stanowił w tym okresie ponad 50% wartości całego eksportu Chile. W roku 1970 cena za tonę miedzi wynosiła 66 USD, zaś w latach 1971–1972 utrzymywała się na poziomie 48–49 USD za tonę. Duże perturbacje powodował spadek ceny miedzi na rynkach globalnych. Eksport spadł z 1,65 ton do 990 kilogramów. Dodatkowo USA, które we wcześniejszych latach wspomagały Chile znacznymi pożyczkami, po ogłoszeniu przez Allendego moratorium na spłatę długów zagranicznych, niemal całkowicie odcięły Chile od zewnętrznych źródeł finansowania.
Według pisma „El Siglo” od grudnia 1972 roku rozpoczął się problem z czarnym rynkiem, 28 grudnia senator Valente Rossi ujawnił fakt prowadzenia działalności czarnorynkowej przez niektórych prawicowych senatorów i posłów, którzy mieli uprawiać ten proceder nawet w samym parlamencie – jednemu z senatorów Partii Narodowej, Marqueza Bulnesa zarekwirować miano trzy tysiące worków z cementem przeznaczonych do nielegalnej sprzedaży, worki ukryte zostały przez syna senatora. Innym z przytoczonych przez pismo sztandarowych przykładów zaangażowania opozycji prawicowej w czarny rynek miało być zajęcie przez inspektorów dużego magazynu w Nubie należącego do Germana Melo Hidalgo, ojca lidera strajku prawicowej opozycji z października.

#### Strajk w Chuquicamata
W styczniu rozpoczęty został kontrowersyjny strajk w kopalni miedzi Chuquicamata, strajk zakończył się w połowie miesiąca. Pretekstem do zorganizowania strajku miały być problemy z zaopatrzeniem, choć w rzeczywistości zaopatrzenie kopalni było bardzo wysokie i nieporównywalne do sytuacji w pozostałych częściach kraju a braki mogły mieć charakter wyłącznie krótkoterminowy – statystyczny pracownik kopalni statystycznie zakupił bowiem aż 84 kilogramów mięsa, ponadto pracownicy zatrudnieni w kopalni otrzymywali wynagrodzenie w dolarach, co przy występującej inflacji skutkowało tym że zarabiali oni trzy razy więcej od fachowców pracujących w innych miejscach (taktykę tę wykorzystywali też spekulanci którzy w okresie wzrostu inflacji wykupywali dolary), dziesięciokrotnie więcej od pracownika otrzymującego średnią krajową i siedemnastokrotnie więcej od przeciętnego rolnika. Pojawiły się tezy o tym że strajk stanowił prowokację polityczną, tym bardziej że kopalnia była jednym z newralgicznych punktów krajowej gospodarki, a dwudniowa przerwa w wydobyciu kosztowała kraj aż dwa i pół miliona dolarów a lider opozycji, Frei przebywał akurat w Antofagasta gdzie kopalnia się znajdowała.

#### Sukcesy gospodarcze
Mimo perturbacji gospodarczych nastąpił wzrost płac o 27,5% i objął on głównie najmniej do tej pory zarabiających. Znacząco wzrosła też konsumpcja żywności (za czasów rządów centroprawicy jedna trzecia rodzin nie uczestniczyła w konsumowaniu produktów wytworzonych przez przemysł, a dzieci mające 14 lat i zamieszkujące osiedla robotnicze były przeciętnie niższe o 10 centymetrów i chudsze o 10 kilo od swoich rówieśników z bogatszych osiedli). Zredukowano bezrobocie, z 8,3% w 1970 do 3,6% w 1973. Sukcesy odniosło rolnictwo, w latach 1971–1972 produkcja zbóż wzrosła o 32,4%, mleka o 42,2%, drobiu o 74,6%, cukru o 17% natomiast kukurydzy o 65%. Sytuację gospodarczą utrudniało wywożenie przez obszarników sprzętu rolniczego i maszyn a około dwieście tysięcy sztuk bydła przepędzili do Argentyny. Na prędkości spadł proces wywłaszczania latyfundiów, który zakładał wywłaszczenie przy dużych opłatach względem właścicieli (10% wartości latyfundium w gotówce). Za rządu centroprawicy wywłaszczono 1403 latyfundiów, natomiast w ciągu dwulecia rządów Frontu wywłaszczono 3479. W okresie pobytu w opozycji, centroprawicowcy zarzucili dawniejsze, radykalniejsze hasła reformy rolnej i zaproponowali dzielnie ziemi bezpośrednio między robotników rolnych i rolników, co miało doprowadzić w efekcie do likwidacji gospodarstw zespołowych.

### Wzrost poparcia dla prezydenta
Mimo załamania się gospodarki, popularność partii Allendego w sondażach nieco wzrosła. W wyborach do parlamentu w 1973 r. partia ta uzyskała 43% miejsc. Mimo to pozycja Allendego w nowym parlamencie uległa w rzeczywistości pogorszeniu, gdyż dawny koalicjant – Chrześcijańska Demokracja – przeszła do opozycji i utworzyła razem z prawicową Partią Narodową większościowy blok o nazwie Confederación Democrática. Koalicja ta zaczęła praktycznie torpedować wszelkie próby legalnego wprowadzania przez Allendego kolejnych jego reform. Tarcia między parlamentem oraz rządem dodatkowo pogłębiały chaos w kraju. Kampania z 1973 roku przebiegła w populistycznym tonie. Lider opozycji Freia zaatakował rząd Allendego za to że nie buduje on dostatecznej liczby mieszkań (wybudowano ich 40 tysięcy, a liczba małżeństw wzrosła o 81 tysięcy) – atak nastąpił w tym samym momencie gdy inni przedstawiciele centroprawicy odrzucili projekt budżetu który zakładał m.in. zwiększenie wydatków na budownictwo mieszkalne. Członkowie chadecji na krótko przed wyborami rozdawali Chilijczykom tzw. paczuszki Fei (zawierające produkty tj. proszek do prania, ryż, kakao, zapałki, sos pomidorowy i mleko skondensowane). Na ulicach miast pojawiły się prowokacyjne napisy „Djakarta” pisane przez aktywistów prawicowych, były to aluzje do masakry lewicowców w Indonezji w latach 60. Bardziej umiarkowana prawica postawiła na „cywilny opór”, tj. organizowanie następujących po sobie strajków. Czołowy działacz prawicowej Partii Narodowej, Alberto Labbe, w trzynastym kanale telewizyjnym stwierdził, że Adolf Hitler był wielką jednostką dla swojego kraju i jeśli kraj stawia czoła sytuacji wyjątkowej, każde rozwiązanie jest dobre i jest nim także zamach stanu. To również jest rozwiązanie. Kilka dni po kontrowersyjnej przemowie, w której poparł on możliwość zamachu stanu i chwalił Hitlera, stwierdził on że my, członkowie Partii Narodowej nie bawimy się w żadną filozofię. My prowadzimy walkę bezpośrednią, natychmiastową, totalną. Poświęcę wszystkie moje siły, aby oczyścić kraj aż do ostatniego marksisty. Nie zadrży mi ręka, aby po zwycięstwie uczynić więźniami wszystkich tych bezwstydników. Nie zawaham się także, aby usunąć z kraju wszystkich, którzy okazali się wiarołomcami wobec własnej ojczyzny.

#### Starcia bojówek prawicy i lewicy
Na początku lutego Ernesto Araneda Briones przedstawił ministrowi spraw wewnętrznych memorandum, w którym donosił o atakach bojówek na przedstawicieli lewicy na południu kraju. Sprawcami ataków mieli być neofaszyści z Patria y Libertad i bojówkarze Partii Narodowej. Według Brionesa najsilniejszą bojówką była organizacja założona przez braci Casanova, którzy już w październiku 1972 roku wysadzili linie wysokiego napięcia w Pailahueque, a policja znalazła przy nich pokaźny magazyn broni wybuchowej, a odpowiedzialności karnej udawało im się unikać ze względu na znajomości w policji śledczej gdzie pracował ich ojciec. 26 stycznia banda rodziny Casanova ostrzelała w mieście Victoria członków młodzieżówki liberalnej Partii Radykalnej, które to stało się miejscem wzmożonej aktywności organizacji paramilitarnych – wcześniej w regionie neofaszyści zabili członka Partii Socjalistycznej i zabili wielu Indian z plemienia Mapuches, którzy uczestniczyli w parcelacji latyfundiów. Ministerstwo Spraw Wewnętrznych na początku lutego wydało pierwszy pełny wykaz aktów przemocy politycznej, która miała miejsce w styczniu. W tym czasie doszło do dwunastu ataków prawicy na lokale partii rządzącej koalicji i doszło do trzech morderstw o podłożu politycznym oraz pięćdziesięciu zranień. Organizowana była samoobrona, w ataku bojówki Partii Narodowej na biuro jednej z lewicowych partii, zginął jeden z napastników a dwóch innych bojówkarzy zostało rannych. Wykaz został uzupełniony 1 lutego, gdy grupa członków lewicowej młodzieżówki została zaatakowana przez liczącą 100 osób grupę prawicowców, w ataku rannych zostało pięciu nastolatków. 6 lutego pobito czterech innych działaczy młodzieżowych, w drugim ataku uczestniczyli członkowie Partii Chrześcijańsko-Demokratycznej a bojówką kierował były deputowany, Carlos Demarchi.

### Pierwszy zamach
29 czerwca 1973 pułk pancerny, pod dowództwem pułkownika Roberto Soupera, otoczył pałac prezydencki i usiłował nieskutecznie przeprowadzić zamach stanu. Po nieudanym zamachu, pod koniec lipca doszło do kolejnej fali strajków, do której oprócz kierowców ciężarówek przyłączyli się górnicy z największej kopalni miedzi El Teniente. 9 sierpnia wierny Allendemu, generał Prats został mianowany ministrem obrony, co wywołało silne wzburzenie w kręgach wojskowych, które wymusiły na Allende nie tylko cofnięcie tej nominacji, ale również zwolnienie Pratsa ze stanowiska głównodowodzącego Armią Lądową i wprowadzenie na to miejsce cieszącego się dużą popularnością wśród wojskowych Augusto Pinocheta. Od momentu utraty wpływów przez Pratsa, rząd utracił praktycznie kontrolę nad wszystkimi siłami zbrojnymi w kraju, łącznie z policją carabineros. Policja praktycznie przestała wypełniać polecenia rządu i w kraju zapanowało bezprawie. Allende zastąpił policję słabo uzbrojonymi i źle wyszkolonymi amatorskimi oddziałami działaczy partyjnych, które nie posiadały prawa do pełnienia obowiązków policyjnych. W sierpniu 1973 r. na tym tle nastąpił kryzys konstytucyjny. Sąd Najwyższy wysłał do parlamentu oficjalną skargę na Allendego, stwierdzając, że rząd nie posiada sprawnego aparatu egzekwowania legalnych wyroków sądowych. 22 sierpnia niższa izba parlamentu, głosami prawicy, oficjalnie oskarżyła Allendego o liczne naruszenia konstytucji i zażądała zrzeczenia się przez niego mandatu prezydenta. Na początku września 1973 Allende przygotował projekt rozwiązania kryzysu poprzez ogłoszenie plebiscytu, w którym wyborcy mieli odpowiedzieć na pytanie, czy chcą kontynuacji jego rządów. W przypadku odpowiedzi negatywnej projekt przewidywał zrzeczenie się przez Allendego fotela prezydenckiego.

## Deklaracja parlamentu

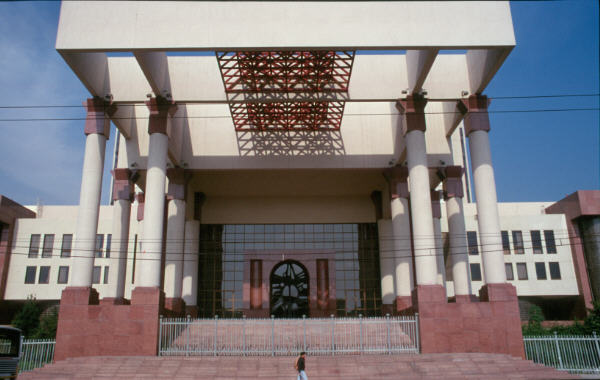
Budynek Parlamentu

22 sierpnia 1973 koalicja Chrześcijańskich Demokratów i Partii Narodowej w parlamencie wydała tzw. Deklarację upadku demokracji w Chile – skierowaną do sił zbrojnych, prosząc o interwencję mającą na celu „jak najszybsze zakończenie licznych naruszeń konstytucji” i zmuszenie rządu do przestrzegania prawa.
Mimo że później deklaracja ta była wielokrotnie przytaczana jako dowód na legalność puczu z 11 września, w gruncie rzeczy nie miała ona wielkiego wpływu na przebieg wydarzeń. W momencie jej ogłoszenia przygotowania do puczu szły już pełną parą. Krytycy puczu wskazują też, że na jego skutek wcale nie nastąpiło odtworzenie dawnego porządku konstytucyjnego, lecz wręcz przeciwnie, dawna konstytucja już nigdy nie została przywrócona w oryginalnej formie. Deklaracja ta oskarżała rząd Allendego o próbę „zdobycia władzy absolutnej, w celu poddania obywateli i ekonomiki państwa restrykcyjnej kontroli, równoznacznej z zaprowadzeniem systemu totalitarnego” oraz uznała, że rząd „zamienił naruszenia porządku konstytucyjnego w stałą formę utrzymywania swojej władzy”.
Deklaracja dokładnie wypunktowała listę naruszeń konstytucji przez Allendego:
- rządzenie za pomocą nielegalnych dekretów z całkowitym pominięciem normalnej drogi parlamentarnej ustanawiania ustaw
- odmowa egzekucji legalnych procesów sądowych – zwłaszcza w sprawie pacyfikacji i rozbrojenia oddziałów paramilitarnych partii Allendego
- ignorowanie dekretów i decyzji Trybunału Stanu
- łamanie prawa do wolności słowa poprzez pełne przejęcie kontroli nad państwową telewizją i ekonomiczno-prawne naciski na prywatne media, które nie zgadzają się z linią polityczną rządu
- zezwalania na zbieranie się własnych, uzbrojonych zwolenników, przy jednoczesnym zabranianiu organizowania zebrań opozycji
- wsparcie ponad 1500 nielegalnych przejęć farm
- nielegalne represje wobec uczestników strajku w kopalni El Teniente
- nielegalne limitowanie prawa do przekraczania granicy

Jednym z najpoważniejszych zarzutów było też „łamanie prawa poprzez tworzenie własnych grup paramilitarnych, które są przygotowywane do konfrontacji z legalnie działającymi siłami zbrojnymi”. Próby reorganizacji Armii i policji został przez tę odezwę ocenione jako „notoryczne próby przekształcania sił zbrojnych w rodzaj partyjnych jednostek partyzanckich poprzez niszczenie ich systemu hierarchicznego i upolitycznianie procedury przyznawania stopni wojskowych”.

## Odpowiedź Allendego

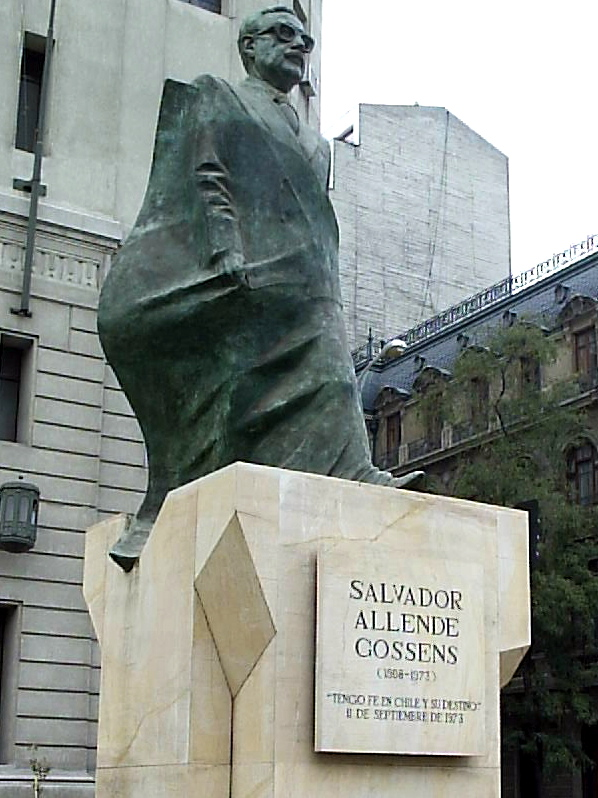
Statua upamiętniająca Salvadora Allendego

Dwa dni później, 24 sierpnia 1973 r., Allende odpowiedział publicznie na zarzuty parlamentu, określając deklarację parlamentu jako „przeznaczoną do tego, aby zniszczyć prestiż kraju za granicą i spowodować zamieszanie wewnątrz Chile” oraz twierdząc, że „jest to wyraz złych intencji, których źródłem są koła militarystów”. Zauważył też, że deklaracja jest prawnie niewiążąca, gdyż nie została przegłosowana przez 2/3 składu parlamentu, co było zgodnie z konstytucją wymagane do wszczęcia procedury usunięcia prezydenta z urzędu. Uznał on, że deklaracja jest niezgodna z prawem, gdyż wzywa siły zbrojne do wystąpienia przeciw legalnie wybranemu prezydentowi i jego rządowi, co samo w sobie narusza kilkanaście punktów konstytucji.
Napisał on: „Chilijska demokracja należy do wszystkich jej obywateli. Nie jest to dzieło klasy posiadaczy i ci, którzy byli ciemiężeni przez tę klasę, nie oddadzą łatwo dotychczasowych zdobyczy, niezależnie od tego jakie to spowoduje ofiary. Rząd, któremu miałem zaszczyt przewodniczyć, był najbardziej demokratyczny z tych, które do tej pory miało Chile. Będę bronił do końca moich decyzji, dalszego kierunku przemian demokratycznych, aż do ostatecznych konsekwencji. Parlament stał się bastionem przeciwników zmian i robił co tylko w jego mocy, aby utrudniać finansowanie i funkcjonowanie instytucji wprowadzających reformy”. Argumentował też, że parlamentarzyści używali słów „państwo prawa i sprawiedliwości” dla stanu państwa, w którym panowała ekonomiczna niesprawiedliwość, którą ludzie ostatecznie odrzucili głosując na Allendego. „Aktualnie kraj potrzebuje dużego wysiłku ekonomicznego i politycznego, aby pokonać narosłe trudności, jednak parlament niszczy ten wysiłek, najpierw paraliżując całe państwo, a teraz szuka sposobów, aby je zniszczyć”. Na koniec wezwał „wszystkich robotników, demokratów i patriotów” aby przyłączyli się do niego w obronie konstytucji i „postępu rewolucji”. W rezultacie ostrej krytyki ze strony związków zawodowych i parlamentu, niezmiennie negatywnych wyników sondaży opinii publicznej (57% ocen negatywnych i 42% pozytywnych w ostatnim przeprowadzonym sondażu) oraz narastającego chaosu gospodarczego i groźby wybuchu wojny domowej, Allende zdecydował się przeprowadzić plebiscyt, w którym obywatele mieli się opowiedzieć za kontynuacją jego rządów albo przeciw. Ogłoszenie terminu plebiscytu miało nastąpić 11 września 1973 r.

## Przebieg puczu

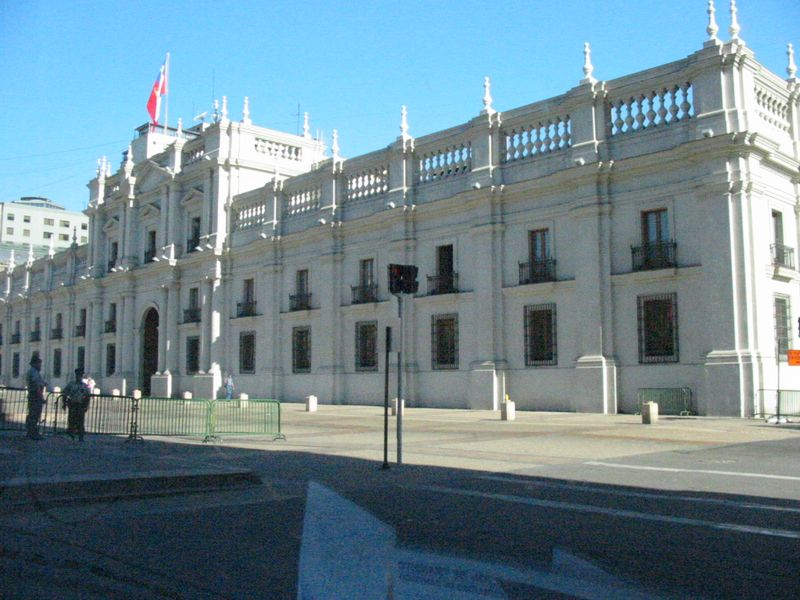
Pałac La Moneda obecnie

### Przygotowania do puczu
Do zamachu Pinochet przygotowywał się prawdopodobnie od maja gdy polecił Akademii Wojskowej przygotowanie planu działań ofensywnych na wypadek zagrożenia bezpieczeństwa wewnętrznego. Wyznaczeni przez Pinocheta piloci myśliwców bombardujących Hawker-Hunter codziennie ćwiczyli w ciągu lata na pustyni Atacama przyszły atak na pałac prezydencki. Aby pozbyć się z wojska lewicowych wojskowych Pinochet uknuł spisek, w wyniku którego pod koniec sierpnia do dymisji podali się generał Prats i Pickering, ich następcą został Pinochet (który jeszcze 7 września w liście do Pratsa deklarował rzekomą solidarność z nim). Decyzja o przeprowadzeniu puczu zapadła 9 września, a decyzję tę podjął Pinochet, szef lotnictwa, Gustavo Leigh i admirał José Toribio Merino. 10 września grono spiskowców zostało powiększone o kolejnych oficerów. Kilka godzin później aby odwrócić od siebie uwagę, Pinochet spotkał się z ministrem Orlando Letelierem i w rozmowie z nim opowiedział się za wysłaniem grupki oficerów na przeszkolenie w ZSRR oraz przeniesieniem do rezerwy generałów związanych z prawicą.

### Przeprowadzenie zamachu
Pucz rozpoczął się w nocy z 10 na 11 września 1973 r. Wojsko puściło w radiu komunikat o treści Tu sieć radiowa chilijskich sił zbrojnych i korpusu karabinierów... Prezydent republiki natychmiast ma przekazać swoją funkcję siłom zbrojnym i korpusowi karabinierów... Od tej chwili prasa, radio i stacje telewizyjne Unidad Popular winny powstrzymywać się o i wszelkiej działalności informacyjnej w przeciwnym razie zostaną zaatakowane z powietrza i ziemi. Podpisano: Wojskowa Junta Rządowa. Na chwilę przed atakiem na pałac prezydencki, Allende polecił ministrowi obrony, Orlandowi Letelierowi, wyjaśnienie sprawy komunikatu. Letelier skontaktował się z generałem Bradą, dowódcą garnizonu stolicy który obiecał wyjaśnić sprawę. Brada w odpowiedzi oznajmił ministrowi że do stolicy nie zmierza żadne wojsko, a w Los Andes wprowadzono zakaz opuszczania koszar co związane jest z przygotowaniem do defilady wojskowej w dzień święta narodowego, 19 września. Letelier chciał jeszcze potwierdzić rozwój sytuacji u Pinocheta, od czego odwiódł go jednak Allende słowami Daj spokój Pinochetowi – mamy tyle fałszywych alarmów że gdyby Pinochet chciał każdy z nich osobiście wyjaśniać, nie spałby zupełnie od kilku miesięcy. Jak się miało okazać, również i Brady był uczestnikiem puczu.
O godzinie 6:30 do Allendego doszła wiadomość o buncie w Valparaiso, gdzie tamtejsi marynarze zajęli miasto. Allende próbował nawiązać kontakt z dowódcami sił lądowych, lotnictwa i marynarki, wszyscy trzej nie odbierali jednak telefonów. Po kwadransie minister obrony zostaje aresztowany przed budynkiem ministerstwa. O godzinie 7:20 Allende przeniósł się do pałacu La Moneda skąd chciał dowodzić obroną, tym samym poprosił garnizon stolicy o wzmocnienie ochrony budynku. O 8:00 Allende za pośrednictwem Radio Corporación poinformował iż Wiarygodne informacje zdają się sugerować, że część marynarki wojennej odcięła Valparaiso od reszty kraju i okupuje miasto, co oznacza powstanie przeciwko rządowi... Do tej chwili, jak mnie poinformował dowódca garnizonu generał Brady, w Santiago nie miały miejsca żadne nadzwyczajne ruchy wojsk... W każdym razie jestem tutaj, w La Moneda, broniąc rządu, który reprezentuję z woli ludu... Szczególnie prosiłbym, aby ludzie pracy pozostali czujni, baczni i unikali prowokacji... w swoich miejscach pracy oczekując na wezwanie, które mogę do nich skierować. Po apelu prezydenta do pałacu przybyli najważniejsi działacze Jedności Ludowej w tym ministrowie, a także córki prezydenta. W pół do dziewiątej, Radio Agricultura prowadzone przez latyfundystów nadaje komunikat dowódców sił lądowych, morskich, lotnictwa i dyrektora korpusu karabinierów. Chwilę później admirał Carvajal, szef sztabu puczystów dzwoni do Allendego i proponuje mu dymisję w zamian za zapewnienie mu ochrony i zgodę na wyjazd z kraju jego, jego rodzinie i współpracownikom. Prezydent odmawia. W tym samym czasie przed pałacem zbiera się około setka zwolenników rządu, na których z okna rezydencji spogląda prezydent. Ochraniający budynek oddział karabinierów niespodziewanie dostał rozkaz opuszczenia pałacu, rozkaz ten wydał sztab opanowany już przez zwolenników zamachu, już po chwili okolice pałacu opuszczają tankietki.
Aby uniemożliwić komunikację między przeciwnikami puczu, wojsko zbombardowało Radio Corporación a Radio Portales wysadziło w powietrze. Pucz w stolicy rozpoczął się od zbombardowania przez lotnictwo pałacu prezydenckiego La Moneda, a następnie jego zajęcia przez siły lądowe. W chwili gdy rozległy się pierwsze strzały, prezydent włożył na głowę hełm i uzbrojony w karabin maszynowy organizował obronę budynku. Puczyści ze szturmowej oficerskiej szkoły piechoty otoczyli pałac ze strony hotelu Hilton, szkoła podoficerska natomiast rozlokowała się na wschód od pałacu a oddział pułku Tacna od strony Plaza Bulsnes, na południe od La Moneda. Na Plaza de la Constitución wjechały czołgi II Pułku Pancernego (ta sama jednostka w czerwcu wzięła udział w pierwszej próbie zamachu stanu). Czołgiści ostrzelali biuro prezydenta, a piechota ruszyła ku wejściom do pałacu. Obrońcy w sile czterdziestu osób odpowiedzieli ogniem z rusznic przeciwpancernych, karabinów maszynowych i pistoletów. W obronie uczestniczyli głównie członkowie ochrony osobistej Allendego. Po pewnym czasie na pomoc prezydentowi przybyli zwolennicy rządu, którzy zajęli pozycje na dachach i w oknach pobliskich budynków, m.in. w zarządzie miasta, Banku Państwowym, redakcji La Nación, Zakładzie Ubezpieczeń Społecznych i w Centralnym Banku Chile. W rezultacie pierwszy atak został odparty, choć walka nie ustała.
O 10:30 stacje radiowe zajęte przez puczystów nadały komunikat – Do godziny 11.00 pałac La Moneda musi być ewakuowany. W przeciwnym razie zaatakuje go lotnictwo wojskowe. Pracownicy mają pozostać na swych miejscach pracy, które zabrania się im absolutnie opuszczać. W przeciwnym razie zostaną zaatakowani przez siły lądowe i powietrzne. Powtarza się zarządzenie zawarte w komunikacie numer jeden, że wszelkie akty sabotażu zostaną ukarane od razu, na miejscu i to w formie najbardziej drastycznej. Generał Baez uczestniczący w ataku na pałac daje rozkaz – Z tych w La Moneda nie powinno pozostać śladu. Trzeba ich wytłuc jak robaki, obiekt musi być zniszczony z powietrza i ziemi. Po wysłuchaniu rozkazu Allende zebrał wszystkich i poprosił nieuzbrojonych o ucieczkę z pałacu argumentując, że do przyszłej walki z puczystami potrzebni będą przywódcy a dalsze ich przebywanie w pałacu zwiększy tylko liczbę zabitych w bitwie. Wszyscy zgromadzeni zdecydowali jednak bez wyjątku o pozostaniu w pałacu i obronie go przed zamachowcami. Opanowane przez puczystów ministerstwo obrony o godzinie jedenastej przekazuje komunikat o tym że ultimatum zostało przedłużone o godzinę, od tamtego czasu powoli wojsko zaczęło opuszczać plac co stało się jedynie przykrywką – po momencie pałac został zaatakowany przez lotnictwo i zbombardowany. Na chwilę przed atakiem Allende ponownie rozkazał opuszczenie pałacu przez kobiety i nieuzbrojonych mężczyzn, grupka kilkunastu osób (głównie kobiet) na czele z córkami prezydenta opuszcza pałac. Wśród obrońców pozostają jedynie członkowie jego ochrony, czterech ministrów, dwóch dziennikarzy, czterech lekarzy i trzech najbliższych doradców oraz współpracowników. Po szturmie puczyści przewożą tych obrońców którzy przeżyli do koszar Tacna gdzie w ciągu dwóch dni połowa z obrońców zostaje zamęczona na śmierć.
Bombardowanie rozpoczęło się o godzinie dwunastej. W pałac uderzyło około dwadzieścia rakiet a budynek zaczął płonąć. Do drugiego ataku lotnictwa doszło w dzielnicy w której znajdowała się rezydencja Allendego, Tomas Moro. Po bombardowaniu wojsko ponownie przypuściło szturm i ponownie zostało odparte. Atakujący ponownie proszą o pomoc lotnictwa. Trzeci atak trwa 20 minut. W międzyczasie kierowcy Allendego, Carlosowi Tello udało się uratować żonę prezydenta, przeprowadził on ją przez teren klasztoru do ambasady Meksyku. Po bombardowaniu, pałac ponownie ostrzeliwują czołgi, a piechota przeprowadza kolejny szturm. W dalszym ciągu prezydent bierze osobisty udział w bitwie. Gdy pierwsza z grup szturmujących wdarła się na parter pałacu, Allende wraz z pozostałymi obrońcami przedarł się do kontrnatareda, a napastnicy ustąpili. O godzinie 13.30 Allende zdecydował się na pertraktację z zamachowcami. Prezydent wydelegowuje do ministerstwa obrony trzech parlamentarzystów – wiceministra MSW, Daniela Vergera, sekretarza szefa państwa, Osvaldo Puccio, i sekretarza generalnego Urzędu Rady Ministrów, Fernardo Floresa. Delegacja w pierwszej kolejności chce wynegocjować przerwanie ostrzeliwania dzielnic robotniczych stolicy. Puczyści odmawiają negocjacji, żądają jedynie kapitulacji bezwarunkowej pałacu. Wszyscy parlamentarzyści z delegacji zostali aresztowani, Allende wydał więc rozkaz obrony do końca. Generał Palacios wydał rozkaz o wybiciu wszystkich zwolenników rządu stawiających opór w budynkach sąsiadujących z La Moneda. W bitwie o zarząd miasta zginęło dziewięciu wojskowych.
O 14:00 rozpoczął się decydujący szturm na pałac. Prezydent zginął o 14.15. Istnieje kilka wersji śmierci Allendego. Pewne jest jedynie to że Allende zginął z bronią w ręku. Osamotniony Allende prawdopodobnie popełnił samobójstwo, używając do tego celu karabinu AK. Zwolennicy Allendego uważają, że został on zastrzelony przez wkraczających do pałacu żołnierzy, jednak ekshumacja zwłok dokonana w latach dziewięćdziesiątych XX wieku potwierdziła tezę o samobójstwie. Potwierdziła ją również relacja ochroniarza Allendego, Pablo Zepedy, jak też orzeczenie chilijskiego sądu wydane 11 września 2012 roku. Według innej wersji prezydent zginął w bezpośredniej wymianie ognia z puczystami. Według Gabriela Garcii Marqueza, pisarza który dotarł do relacji obrońców pałacu którym udało się przeżyć, puczyści zbezcześcili zwłoki prezydenta – zmiażdżyli kolbą karabinu jego twarz, a następnie strzelali z broni palnej w jego martwe ciało. Według S. Landau, dyrektora Transnational Institute w Waszyngtonie, ciężko rannego Allendego dobić mieli Mosquero i Riveros. Według jeszcze innych źródeł, Allende miał zostać ranny w brzuch, po czym miał spaść na fotel i kontynuować ostrzał do czasu gdy jeden z pocisków trafił go w okolice serca.
Ostatni obrońcy zginęli lub zostali pojmani około godz. 15:00. Radio wydało wtedy komunikat – Ostrzega się inteligencję, pracowników najemnych i robotników, że powinni zachować absolutny spokój i powstrzymać się od wszelkich prowokacji wobec sił zbrojnych oraz policji. Jakakolwiek działalność podjęta w tym sensie, podobnie jak akty sabotażu, przemocy fizycznej czy próby stawiania oporu zostaną bez chwili wahania złamane w drodze działań wojskowych z powietrza i ziemi, podobnych do tych, jakie zastosowano wobec La Momeda oraz prezydenckiej rezydencji Tomas Moro.
W swoim ostatnim przemówieniu prezydent wezwał do przeciwstawienia się militarystom, jako zdrajców określił tych którzy wystąpili po stronie puczystów. Jednocześnie wezwał aby jego zwolennicy nie dali się sprowokować wojskowej juncie. Swoje przemówienie zakończył słowami – Niech żyje Chile, niech żyje lud, niech żyją ludzie pracy! To moje ostatnie słowa. Jestem pewien, że moja ofiara nie pójdzie na marne i stanie się przynajmniej moralną karą dla podłości i zdrady.
Szacuje się, że 11 września zamordowanych zostało co najmniej 3000 ludzi, między 11 a 15 września walki pochłonęły kolejne 5000 ofiar, liczba zabitych i porwanych między 12 a 13 września wynosiła około 6000 osób. W ciągu pierwszych 18 dni po obaleniu prezydenta Allendego liczba cywilnych ofiar wyniosła 15 000. Jeszcze tego samego dnia żołnierze zaatakowali Politechnikę stolicy gdzie pojmali 600 studentów i profesorów, budynek zrównano z ziemią, w ciągu kilku dni co piąty z 600 aresztowanych został zabity. Zajęto też szpital Perros Lueo gdzie zabito wszystkich lekarzy popierających Jedność Ludową.

### Sytuacja bezpośrednio po zamachu
Na chwilę po zamachu największe stadiony kraju, Estadio Chile i Estadio Nacional zmieniono w obozy koncentracyjne. Do Stadionu Narodowego w Santiago zostało skierowanych łącznie ponad 130 000 osób, w czasie trzech lat jego istnienia, z czego ponad 2000 zostało zamordowanych, zaś ponad 1000 osób zniknęło bez wieści. Liczbę torturowanych i więzionych bez sądu, w czasie istnienia obozu i już po jego likwidacji szacuje się współcześnie na nie mniej niż 27 000. W pierwszych dniach po zamachu żołnierze zabili 3200 górników w kopalniach w Pedro de Valdivia i Maria Elena. Do 13 września aresztowano co najmniej sto tysięcy ludzi, dla których utworzono kolejne obozy koncentracyjne, na wyspach Quiriquina, Dawson i jednej z wysp archipelagu Juan Fernardez. W więzienia zmieniono okręt marynarki „Maipo” i fregatę „Esmeralda”. Wojsko dokonało też pacyfikacji w Lota i Coronel. 15 września wojsko zbombardowało dzielnice La Hermida, La Legua i Nueva Habana.
Początkowo puczyści mieli zamiar rządzić krajem kolegialnie, na zasadzie rotacji. Dowódcami całej operacji byli – poza Pinochetem, który kontrolował Armię Lądową: Gustavo Leigh Guzmán – dowódca Sił Powietrznych, José Toribio Merino Castro – głównodowodzący Marynarki Wojennej oraz César Mendoza Durán z Narodowej Policji (Carabineros de Chile). Wszyscy oni zdecydowali jednak po kilku miesiącach, w trakcie których na czele stał Pinochet, że idea rządów rotacyjnych nie jest praktyczna i ostatecznie oddali Pinochetowi całą władzę.

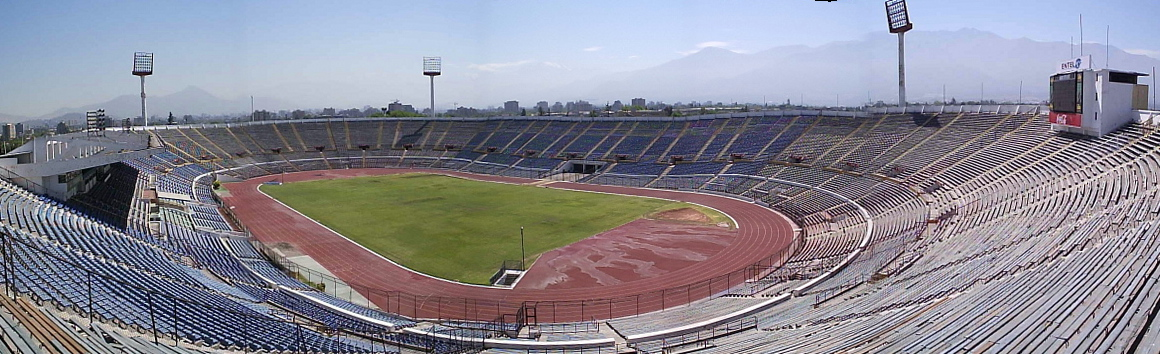
Stadion Narodowy w Santiago, w czasie puczu przemieniony w obóz koncentracyjny

Najważniejszym zadaniem Pinocheta na początku rządów była pacyfikacja opozycji. 13 września 1973 r. junta rozwiązała jednym dekretem cały parlament. Dekret z 13 września zdelegalizował też wszystkie partie, które tworzyły Unitado Popular – koalicję sił popierających Allendego.
Skala prześladowań została zbadana i opisana przez komisje, po przywróceniu demokracji w Chile, których efektem były raporty Valecha oraz Rettiga. Szacuje się, że 11 września zamordowanych zostało co najmniej 3000 ludzi, między 11 a 15 września walki pochłonęły kolejne 5000 ofiar, a liczba zabitych i porwanych między 12 a 13 września wynosiła około 6000 osób. W ciągu pierwszych 18 dni po obaleniu prezydenta Allendego liczba cywilnych ofiar wyniosła 15 000.
W swojej książce autobiograficznej (El Dia Decisivo) Pinochet twierdzi, że od samego początku był twórcą planu wykonania zamachu i jego liderem, oraz wykorzystał stanowisko głównodowodzącego największą częścią sił zbrojnych – Armią Lądową do koordynowania pozostałych rodzajów sił zbrojnych zaangażowanych w puczu. W ostatnich latach ukazały się jednak wspomnienia oficerów Marynarki Wojennej i Sił Powietrznych, według których Pinochet dołączył do puczu bardzo niechętnie na kilka dni przed jego rozpoczęciem, i że przygotowania do puczu i jego przebieg były koordynowane w sztabie Marynarki, a nie Armii Lądowej.
27 lipca 1974 Pinochet, przy aprobacie pozostałych członków junty, obwołał się bez żadnych wyborów prezydentem Chile. Przyjął też wtedy stopień wojskowy Capitán General (generał kapitan), który w czasach gdy Chile było kolonią, był oficjalnym tytułem gubernatora, a następnie posługiwał się nim Bernardo O’Higgins, bohater wojny o niepodległość Chile i pierwszy prezydent tego kraju. Na krótko po zamachu niektóre regiony znalazły się w rękach partyzanckich. W Neltume z wojskiem starł się 80-osobowy oddział opozycji. Wojna partyzancka odżyła ponownie dopiero w latach 80. choć ataki zbrojne przeciwko rządowi trwały przez cały okres dyktatury.

## Rola USA w puczu

### Współczesne badania
Stopień i rodzaj zaangażowania Stanów Zjednoczonych w jego obaleniu jest sprawą kontrowersyjną. Dokumenty rządowe odtajnione w czasie kadencji Clintona dowodzą, że CIA starała się na różne sposoby wpłynąć na obalenie Allendego od momentu objęcia przez niego urzędu w 1970 r. Co więcej, istnieją dowody, że próbowała również zapobiec nominowaniu go na prezydenta Chile i wspomagała jego oponentów w czasie samych wyborów. Twierdzenie, wysuwane przez niektórych, że agencje rządowe USA bezpośrednio uczestniczyły w przygotowywaniu i przebiegu puczu, nie ma jednak potwierdzenia w znanych obecnie faktach i dokumentach. Wiele dokumentów w tej sprawie jest jednak nadal objęte klauzulą ścisłej tajemnicy. W kwestii dojścia do władzy Pinocheta CIA przeprowadziła w 2000 r. bardzo dokładne śledztwo, z którego wynikło, że agencja ta „nie wspomagała w żaden bezpośredni sposób dojścia Pinocheta do prezydentury Chile”
Według słów Henry’ego Kissingera wypowiedzianych do prezydenta Nixona, USA „tego [zamachu] nie zrobiły”, ale „stworzyły warunki, aby pucz się odbył i zakończył sukcesem”. W wywiadzie udzielonym stacji telewizyjnej Black Entertainment Television przez Sekretarza Stanu USA Colina Powella w 2003 r., odpowiedział on na pytanie dlaczego USA uważają się moralnie godne zaatakowania Iraku, mimo że same często stosowały „nieczyste zagrania”, tak jak to było w przypadku puczu w Chile:
„Jeśli chodzi o to co się stało w Chile w latach 70. z panem Salvadorem Allendem, to zgadzam się, że nie była to ta część historii Stanów Zjednoczonych, z której moglibyśmy być dumni”.
Chilijskie media cytowały masowo tę wypowiedź jako pierwszy przypadek, kiedy przedstawiciel rządu USA oficjalnie uznał negatywną rolę Stanów Zjednoczonych w puczu z 1973 r.

### Ingerencja USA przed zaprzysiężeniem Allendego
Rywalizacja rządu USA i lewicy Chile ma długą historię. W 1965 roku sytuację wywołało ujawnienie celów tzw. „Planu Camelot” w którym rząd USA badał potencjał społeczno-polityczny miejscowej lewicy. Amerykanie infiltrowali siły zbrojne chcąc narzucić im profil antykomunistyczny – od 1950 do 1968 ponad dwa tysiące oficerów przeszło specjalne szkolenia w USA, a kolejnych 549 w bazach USA w strefie Kanału Panamskiego. Od lipca 1969 placówki CIA w stolicy Chile na polecenie rządu rozpoczęły rozbudowanie siatki wywiadowczej w trzech rodzajach sił zbrojnych.
W latach 1964–1970, gdy prezydentem Chile był Frei, USA udzieliło kredytów Chile w wysokości ponad 1 miliarda USD. W czasie rządów Allendego pomoc ta została całkowicie wstrzymana. Kwestia wpływu działań rządu USA na stan gospodarki Chile w czasach rządów Allendego jest jednak kontrowersyjna i pozostawia wiele możliwości interpretacji. Jeszcze przed zaprzysiężeniem Allendego rząd amerykański zaangażował akcję porwania głównodowodzącego armii generała Scheidera, w trakcie próby porwania został on jednak zastrzelony. 22 października został on porwany i zamordowany. Grupa odpowiedzialna za ten atak była w kontakcie z CIA. Agencja miała dostarczyć na realizacje tego zabójstwa 35,000 dolarów.

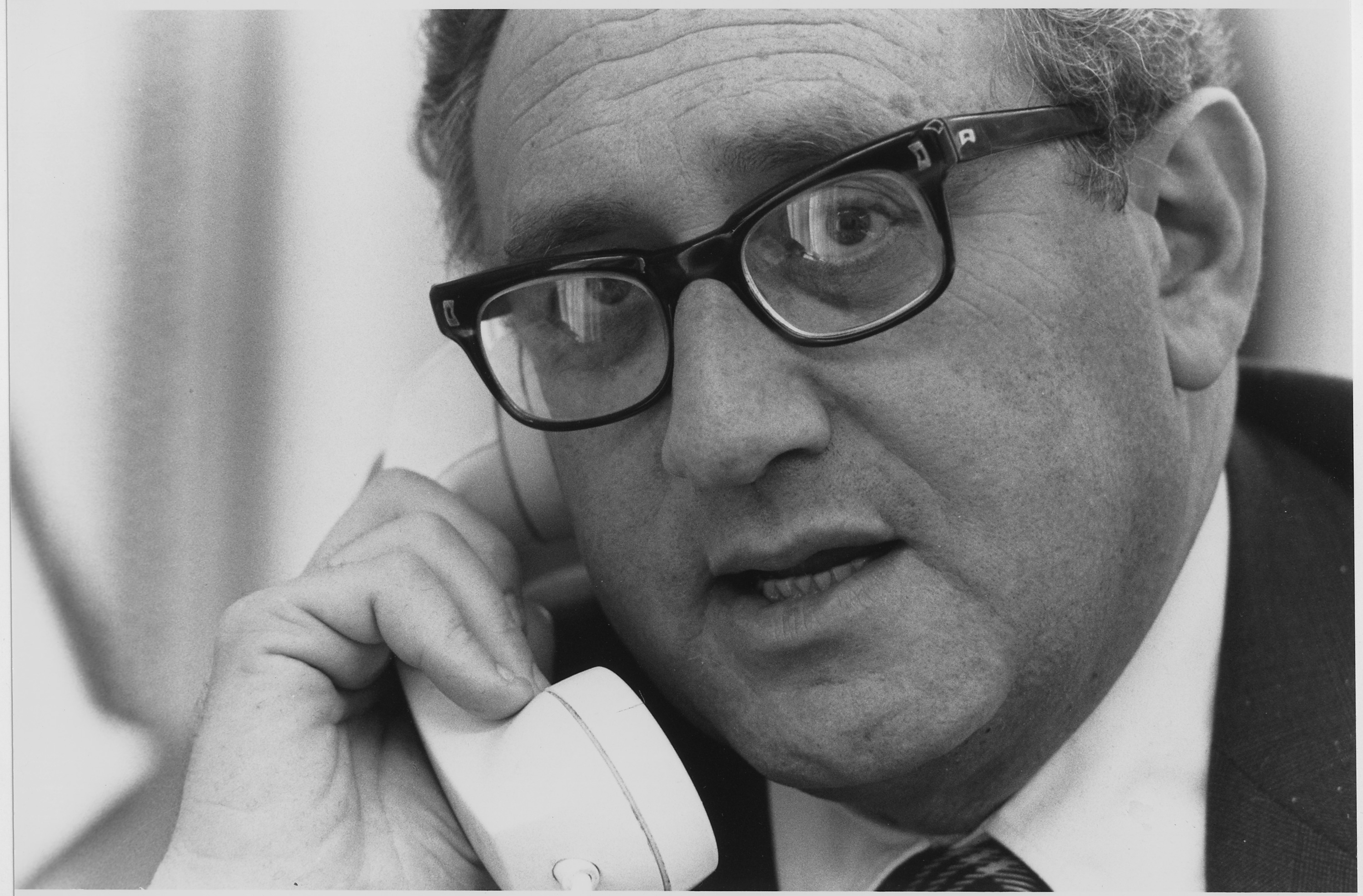
Henry Kissinger

### Działalność USA w okresie prezydentury Allendego
W momencie nominacji Allendego Stany Zjednoczone uruchomiły plan presji ekonomicznej na Chile. Dokumenty, ujawnione przez administrację Clintona, zawierają m.in. memorandum nr 93, z 9 listopada 1970, autorstwa Kissingera i adresowane do szefów resortów dyplomacji, obrony i wywiadu. Dokument ten nakazuje uruchomienie wszelkich instrumentów nacisku, które powinny spowodować niemożność konsolidacji rządu Allendego i uniemożliwić wprowadzenie planowanych przez ten rząd reform, w szczególności planów nacjonalizacji przemysłu, a zwłaszcza sektora wydobycia i przerobu miedzi. Oprócz tego istnieją też dyrektywy podpisane przez Nixona, w których zabrania on udzielania jakiejkolwiek pomocy gospodarczej rządowi Chile i wstrzymanie wszelkiej dotychczasowej pomocy. Odkąd stało się jasne, że Allende wygrał wybory powszechne w 1970 r., CIA próbowało realizować równolegle dwa plany. „Track I” miał na celu przekonanie członków parlamentu chilijskiego – zwłaszcza ustępującego prezydenta Eduardo Freia i jego zwolenników z partii Chrześcijańskich Demokratów, aby głosowali na drugiego w kolejności kandydata Jorge Alessandri z Partii Narodowej. Jednocześnie starano się przekonać Alessandriego, aby zobowiązał się do złożenia urzędu zaraz po jego wyborze przez parlament, co umożliwiłoby start Freia w kolejnych wyborach i prawdopodobnie wygraną z Allendem.

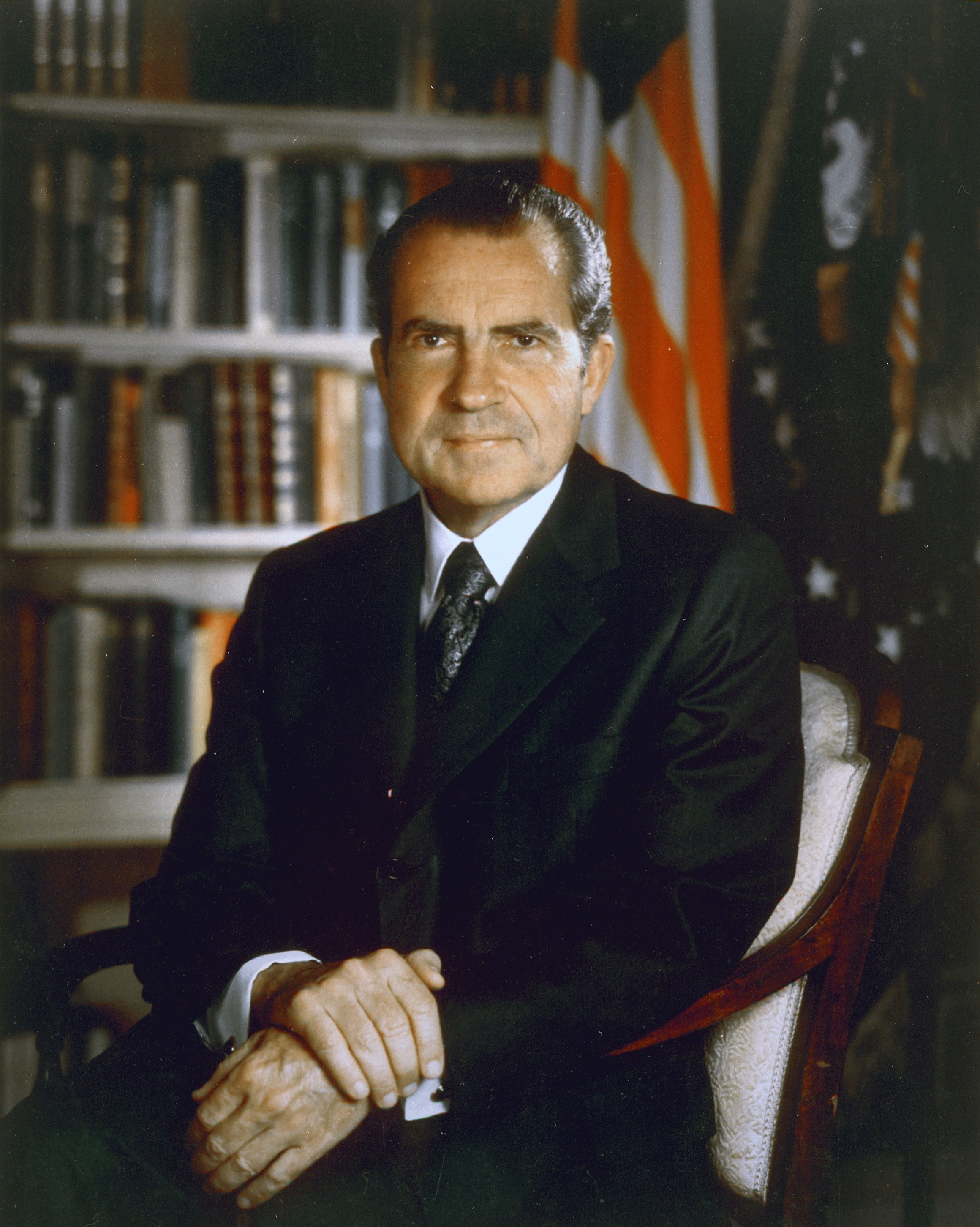
Prezydent USA Richard Nixon

Plan awaryjny („Track II”) zakładał znalezienie grupy generałów, którzy dokonaliby zamachu stanu i rozwiązali parlament, zanim Allende zostałby zaprzysiężony, a następnie rozpisaliby nowe wybory prezydenckie i parlamentarne. Agencja skontaktowała się z generałem Roberto Viauxem, o którym wiedziano, że wraz z grupą zaufanych oficerów planował dokonanie tego rodzaju zamachu Kluczowym punktem planu Viauxa było porwanie szefa sztabu Armii Lądowej, generała René Schneidera, który był zdeklarowanym konstytucjonalistą i za wszelką cenę nie chciał dopuścić do użycia Armii w wewnętrznym konflikcie politycznym. Dokładna analiza planów Viauxa dokonana przez specjalistów z CIA zdecydowała jednak, że agencja postanowiła odstąpić od tego planu i ostatecznie nie udzielić wsparcia Viauxowi. Mimo to, 22 października, Viaux zdecydował się rozpocząć realizowanie swojego planu i wysłał grupę zamachowców do domu Schneidera. Wywiązała się tam strzelanina, gdyż Schneider zabarykadował się w sypialni i bronił swoim pistoletem, do momentu kiedy przybyła odsiecz. W trakcie strzelaniny Schneider został jednak ranny i zmarł po paru godzinach w szpitalu. Zamach wywołał skandal polityczny, którego rezultatem był wzrost popularności Allendego.
Jeszcze dzień przed puczem w ramach sondażu, ambasador Nataniel Davis zadzwonił do Orlando Leteliera w celu załatwienia sobie alibi (telefon nastąpił parę godzin po tym gdy Davis wrócił z wizyty u Kissingera w Waszyngtonie). Są natomiast liczne dowody, że rząd USA wspomagał materialnie rządy junty wojskowej, choć jednocześnie publicznie krytykował jej działania. M.in. dokument ujawniony w 2000 r. przez CIA zatytułowany CIA Activities in Chile ujawnia, że CIA wspierała aktywnie juntę zaraz po jej dojściu do władzy, oraz że istniały liczne kontakty między oficerami z najbliższego otoczenia Pinocheta z oficerami CIA i U.S. Army. CIA oficjalnie zabraniała swoim oficerom płacenia za informacje ludziom bezpośrednio zaangażowanym w przypadki ewidentnych naruszeń praw człowieka (tortury, porwania itp.). Blisko 1100 dokumentów, zebranych z różnych agencji rządowych USA i ujawnionych przez Departament Stanu w październiku 1999 r. ukazuje skalę wsparcia finansowego dla Armii Chile, które to wsparcie było w czasach Allende dostarczane bezpośrednio oficerom Armii, bez informowania o tym fakcie rządu chilijskiego. Wsparcie to wzrosło od 800 000 USD w 1970 do 10,9 miliona w 1972 i było kontynuowane w podobnej wysokości jeszcze przez kilka pierwszych lat rządów Pinocheta.

#### Raport senatora Franka Churcha
W 1975 roku ukazał się raport senatora Franka Churcha, zawierał on informacje odnośnie do zaangażowanie CIA w Chile. W 1964 roku, gdy Allende po raz pierwszy zmierzył się w wyborczych szrankach z Freiem, CIA wsparło finansowo kandydata prawicy. Gwałtowna eskalacja działań CIA rozpoczęła się w połowie 1970. CIA przekupiło parlamentarzystów sumą 350 tysięcy dolarów aby ci nie poparli Allendego w głosowaniu parlamentarnym. Po wyborze Allendego na prezydenta, USA przeznaczyło na kampanię prawicy w wyborach samorządowych z kwietnia 1971 roku aż półtora miliona dolarów (mimo to partie Frontu Jedności zdobyły 50% poparcia). W lipcu 1973 roku Partia Narodowa zdobyła od CIA 200 tysięcy dolarów a dziennik prawicy „El Mercurio” dostał półtora miliona dolarów. Pieniądze trafiły też do organizatorów strajków.

#### Chilijska miedź
W lipcu 1971, parlament wprowadził poprawkę do konstytucji, która umożliwiła nacjonalizację amerykańskich firm miedziowych. Chile walczyło w ten sposób o 7% dewiz, które zyskałoby po znacjonalizowaniu przemysłu miedziowego. Problemem stały się odszkodowania za nacjonalizacje miedzi. Koncerny zażądały horrendalnie wysokiej opłaty w wysokości 800 milionów dolarów (w okresie 1965-1970 zyski koncernów osiągnęły 552 miliony dolarów). We wrześniu prezydent sformułował doktrynę zakładającą, że Chile ma prawo potrącić sobie sumy za nacjonalizację z tytułu tego co stanowić miało ponadnormatywne zyski koncernów. Allende za racjonalny uznał zysk wahający się w granicach do 10% rocznie, a więc taki jaki osiągały koncerny amerykańskie w krajach tj. Kanada. W październiku profesor Hector Humeres pełniący urząd kontrolera generalnego rozpatrzył kwestię wysokości odszkodowań dla koncernów, według jego raportów w ciągu blisko 55 lat działalności koncerny uzyskiwały zawyżone zyski, jako przykład podał koncern Anaconda, który w latach 1955–1970 uzyskiwał 20% rocznie, a w przypadku koncernu Kennecott zyski sięgnęły 50% rocznie. Raport wykazał też, że koncerny nie wywiązały się ze swoich obowiązków podatkowych względem Chile, zdaniem Humeresa gdyby miały one wypłacić utracone przez Chile pieniądze, musiałyby one przed nacjonalizacją wpłacić aż 400 milionów dolarów. Ostatecznie rząd Allendego postanowił, że odszkodowanie wypłacone zostanie koncernowi Cerro Corporation, który miał najlepiej wywiązać się z obowiązków.
Nacjonalizacja górnictwa została poparta przez wszystkie partie polityczne kraju. Przedsiębiorstwom górniczym zostały wypłacone odszkodowania. Rząd Ameryki twierdził, że przedsiębiorstwa amerykańskie Kennecott i Anaconda nie otrzymały odszkodowań, Allende natomiast w czasie wizyty w siedzibie ONZ w Nowym Jorku w 1972 roku stwierdził, że dzięki nacjonalizacji USA w ciągu dziesięciu lat zarobi 4 miliardy dolarów. Henry Kissinger sekretarz stanu USA, zaproponował bojkot Chile, odmawiając kredytów zagranicznych i włożył wniosek o embargo na miedź chilijską. W wyniku zakulisowych działań USA, zablokowano możliwość zaciągania przez Chile kredytów w Amerykańskim Banku Rozwoju i Banku Światowym i zamrożono aktywa Chile w USA. W okresie trwania sporu, na wniosek krajów Ameryki Południowej, Konferencja Narodów Zjednoczonych ds. Handlu i Rozwoju w Genewie uchwaliła rezolucję, która założyła, że każdy kraj jest suwerenem bogactw naturalnych i każdy kraj ma pełną swobodę nacjonalizacji takich bogactw.

## Rola państw bloku wschodniego
Allende osobiście zgodził się, aby kubański wywiad DGI (Direccion General de Inteligencia) wykorzystywał Chile jako bazę przerzutową broni dla ruchów rewolucyjnych w Ameryce Południowej oraz na lokalizację obozów szkoleniowych dla lewicowej partyzantki na terytorium Chile. Działalność tych obcokrajowców zaogniła sytuację w kraju, m.in. z uwagi na fakt iż przysyłani do Chile przez DGI przywódcy organizacji rewolucyjnych nie dostawali żadnych pieniędzy, gdyż mieli finansować się sami z napadów na banki i okupów.

## Dwa polityczne punkty widzenia na zamach

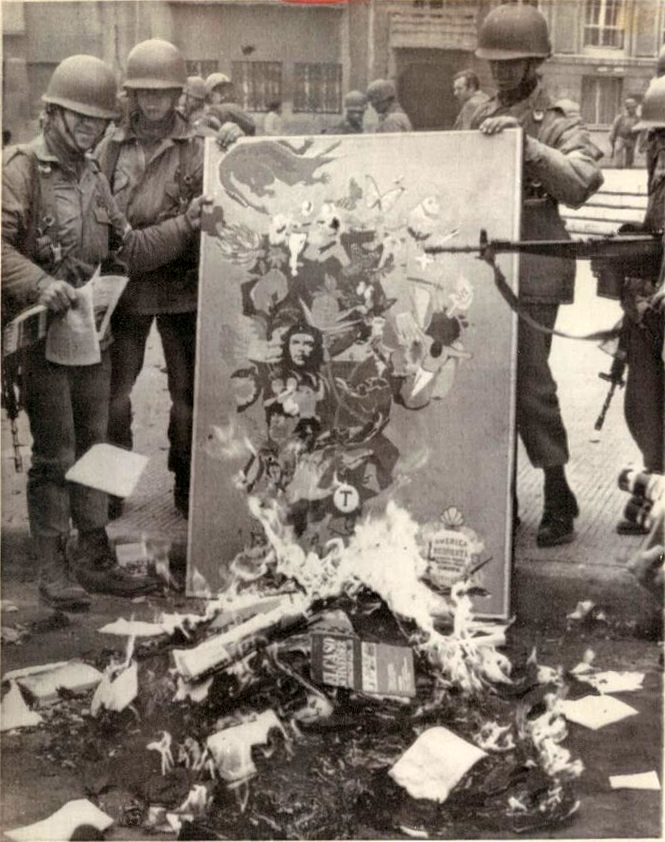
Żołnierze na ulicach Santiago

Z punktu widzenia zwolenników puczu był on próbą uratowania chilijskiej wolności i wolnorynkowej gospodarki przed zapaścią gospodarczą, nędzą i masowym naruszaniem praw człowieka. Przeciwnicy puczu wskazują na to, że liczba przypadków łamania praw człowieka za rządów Pinocheta była nieporównywalnie wyższa niż przed zamachem, zaś w walce ze swoimi przeciwnikami organizatorzy puczu m.in. masowo stosowali tortury.
Zwolennicy puczu twierdzą, że umożliwił on szybkie wprowadzenie reform gospodarczych, których skutkiem był wzrost gospodarczy w latach 70., zwany przez niektórych „chilijskim cudem gospodarczym”. Krytycy puczu twierdzą, że ustanowiona przez juntę dyktatura wojskowa zapewniła wzrost zamożności tylko niewielkiej elicie, podczas gdy większość obywateli w latach jej rządów tak naprawdę zbiedniała, na co wskazuje chociażby spadek realnej mocy nabywczej statystycznej chilijskiej rodziny w latach 1970–1990 (aż o 28% według badań opublikowanych w: Petras, J., & Vieux, S. (1990). „The Chilean 'Economic Miracle”': An Empirical Critique”, Critical Sociology, 17, s. 57-72.) Dodać jednak należy, iż autor tego opracowania – James Petras – znany jest ze swoich prac antyamerykańskich oraz antyizraelskich.
Przeciwnicy puczu twierdzą, że określanie zamachu, którego bezpośrednim skutkiem było ustanowienie brutalnej dyktatury, jako próby ratowania demokracji i formy walki o prawa człowieka, jest niepoważne i pełne hipokryzji. Argumentują oni, że Allende był wybrany w uczciwych, demokratycznych wyborach i usiłował realizować swój program wyborczy. Ich zdaniem Chile od 1932 r. było dość stabilnym państwem demokratycznym, w którym trwanie demokracji zostało zakłócone przez niepotrzebny zamach stanu, w momencie gdy Allende chciał przeprowadzić plebiscyt mający zdecydować o kontynuacji trwania jego rządów i zrzec się urzędu w przypadku gdy tak zdecyduje ogół wyborców. Podkreślają również udział CIA w destabilizowaniu kraju, aby wykazać, że kłopoty gospodarcze Chile nie były rezultatem wyłącznie błędów prezydenta.